# Adejeania marginalis
Adejeania marginalis là một loài ruồi trong họ Tachinidae.